# Таинуи
Таинуи — конфедерация племен (иви) новозеландских маори. Конфедерация таинуи состоит из четырех основных родственных племен (иви) маори центрального Северного острова Новой Зеландии: Нгати Мару (Хаураки), Нгати Маниапото, Нгати Раукава и Уаикато. Есть и другие племена Таинуи, племенные районы которых лежат за пределами традиционных границ таинуи — Нгаи Таи в районе Окленда, Нгати Раукава ки Те Тонга и Нгати Тоа в Хоровенуа, регион Капити, а также Нгати Раруа и Нгати Коата на севере Южного острова.

## История

### Ранняя история
Племена (иви) Таинуи имеют общее происхождение от полинезийских мигрантов, прибывших в Новую Зеландию на каноэ Таинуи, которое пересекло Тихий океан от Гаваики до Аотеароа (Северный остров) примерно 800 лет назад. Согласно Пей Те Хуринуи Джонсу, историку Таинуи, племена таинуи впервые вступили в Уаикато около 1400 года, привезя с собой растения кумара. Примерно к 1450 году они победили последних представителей коренных народов в битве при Атиамури.

### Контакт с европейцами
В конце 1840-х — начале 1850-х годов европейские миссионеры познакомили Таинуи с современными изобретениями, такими как водяная мельница, и дали инструкции по выращиванию различных европейских культур: особенно широко выращивался картофель. Они открыли торговую школу в Те-Авамуту, чтобы обучать молодых таинуи, чтобы они стали грамотными и научили основам счета и сельскохозяйственных навыков. Были построены две мельницы для измельчения пшеницы в муку — одна возле Кембриджа на ручье, ведущем к реке Уаикато, части мельницы все еще видны. Позже, в 1850-х годах, на общей площади были построены еще шесть. Продукция экспортировалась до Виктории и Калифорнии.
Отношения были далеко не односторонними. Племя таинуи снабжало европейских поселенцев едой, и «нынешнее европейское население… было бы буквально изгнано из страны с голоду, если бы коренные жители не приложили огромных усилий, чтобы снабдить их дешевыми продуктами», как сообщала газета «Южный крест», в 1844 году. Год спустя, когда менее 4000 поселенцев Окленда оказались под угрозой нападения Нгапухи с юга, рангатира Таинуи Те Фероферо ответил на просьбу помочь в запланированном нападении: "Если вы придете, вы должны сражаться со мной. в Окленд, потому что эти европейцы находятся под моей защитой «, называя Окленд» краем своего плаща "и помещая его под свое личное тапу.
В это время в Окленд прибыло большое количество новых мигрантов, и Те Фероферо основал дом в Мангере, чтобы он мог наблюдать за торговлей и получать советы от правительства. В течение короткого периода до середины 1850-х годов таинуи хорошо торговали с европейцами, продавая им еду, но это внезапно прекратилось, когда торговцы поняли, что они могут получить еду — особенно муку — намного дешевле из Нового Южного Уэльса. Таинуи основал банк в Кембридже, чтобы принимать депозиты торговцев маори; он был сожжен людьми, когда выяснилось, что вожди использовали деньги как свои собственные.
Отношения между европейскими поселенцами таинуи испортились, когда европейцы начали превосходить численностью маори (около 1858 года, по всей Новой Зеландии), что не позволяло им зависеть от дружественных племен в плане пропитания и защиты. В то время как уважение даже к высокопоставленным маори ослабевает, у европейцев росло стремление к заселению островов Новой Зеландии. С началом Первой войны Таранаки (1860—1861) «дружественным маори» в Окленде нужно было выдать нарукавные значки, чтобы защитить их от нападения.
Люди из племен Таинуи были изгнаны из региона Окленд в 1863 году из-за их отказа принести присягу на верность английской короне и передать свое оружие, что, по мнению британского губернатора, представляло угрозу для Окленда и новых поселенцев, как это было в Таранаки.

## Кингитанга
Таинуи были племенем, ответственным за создание Кингитанги в 1858 году — движения пан-маори в основном племен (иви) центрального Северного острова, которое стремилось создать отдельную нацию маори с королем маори. Ключевой целью был отказ маори продавать свою исконную землю английскому правительству. Первым королем маори был великий воин Потатау Те Фероферо (1800—1860), происходивший из великой линии рангатира. Таинуи, которые завоевали много земель в регионе Таранаки, послали воинов, чтобы помочь сражаться с поселенцами и британскими солдатами в Таранаки, чтобы помешать мелким вождям продать землю правительству. Миссионеры в Те Авамуту сказали кингитанге, что правительство сочтет их мятежниками после того, как они откажутся принести присягу на верность английской короне. Те Авамуту был миссионерским поселением, построенным миссионерами и христианами-маори в июле 1839 года после того, как они заметили, что каннибалы Таинуи, сражавшиеся в Роторуа, вернулись с 60 рюкзаками человеческих останков и начали готовить и есть их в па Отавхао.

## Начало конфликта в Уаикато
Миссионеры, которые сообщали правительству, что племя Нгати Маниапото, в частности, собирает оружие и порох, были изгнаны из Те Авамуту. Реви Маниапото и его последователи пытались убить магистрата Горста в 1863 году, но его жизнь была спасена, поскольку он отсутствовал. Повстанцы украли его имущество, сожгли миссию и местную торговую школу. Все фермеры и миссионеры, которые жили в мире в течение многих лет, подверглись угрозам и были изгнаны из Уаикато. В 1863 году сторонники кингитанги пытались похитить жен-маори европейских поселенцев и их детей и вымогать у них налог, но большинству семей удалось бежать благодаря помощи христианских маори, которые не поддерживали кингитов. Только французским католическим поселенцам было разрешено остаться при условии, что они заплатили налог. Вирему Тамихана, создатель королей, которого считали умеренным, написал серию писем с угрозами британскому губернатору Джорджу Грею. Он был образованным христианином, который в юности жил с губернатором Греем и пытался остановить боевые действия Таинуи. В Рангирири он подошел к линии обороны и 12 раз пытался убедить воинов уйти, но они отказались. После поражения в 18 битвах от рук британцев и купапа маори, которые сражались вместе с войсками, оставшиеся таинуи отступили к югу от реки Пунуи и основали квазиавтономное сообщество, базирующееся вокруг Кингитанги. Некоторые таинуи, такие как Вирему Те Ферео из Нгати Нахо, который был магистратом области Покено, сражались с британцами в Рангирири, а затем укомплектовали новый деревянный редут в Рангирири в течение 4 лет после поражения сторонников кингитанги. Позже он стал депутатом маори.

## Жизнь в стране королей
Они создали свою собственную прессу, полицию, законы и руководящие органы. Европейцы, вошедшие в район Кингитанги, были убиты. Однако из-за того, что страна была непродуктивной и люди были отрезаны от европейской цивилизации, они изо всех сил пытались развить идеал Кингитанги. Некоторые пакеха жили с Нгати Маниапото с 1842 года, например, французский торговец Луи Хетет. Все они женились на женщинах маори. Пьянство стало проблемой среди сторонников Кингитанги к югу от Пуниу, особенно после прибытия Те Кооти, у которого с юности были проблемы с алкоголем. Вспыхнули трения между хозяевами Маниапото, которые хотели взаимодействовать с европейскими поселенцами, и консервативными приверженцами Кингитанги, которые хотели сохранить власть и оставаться изолированными.

## Мир
Со временем возобладали более дальновидные идеи Маниапото, земля была продана правительству, а мужчинам таинуи поручили работать на дорогах и на главной железнодорожной магистрали. Мужчинам маори было предоставлено право голоса, а маори получили четыре члена парламента, которые решительно выступали за модернизацию и принятие благ цивилизации пакеха. После этого были построены школы, магазины и церкви. Некоторые из лидеров таинуи были наняты правительством в качестве советников или получили правительственные пенсии в знак признания их изменения взглядов и готовности сотрудничать с правительством. Таинуи продолжали закулисную работу, чтобы вернуть оставшуюся часть земли, которая, по их мнению, была ошибочно конфискована (120 000 акров (490 км2) было возвращено к 1873 году) после их поражения во время сухопутных войн. Некоторая земля или резервы были возвращены Таинуи, но этот акт вызывал внутриплеменные трения на многие годы, потому что большая часть земель, удерживаемых правительством, находилась на севере и в центре Уаикато. Ни одна из земель Маниапото не была конфискована, несмотря на то, что они были наиболее активно враждебными племенем в регионе Таранаки и во время кампании Уаикато, и это раздражало других иви Таинуи.

## Возврат конфискованной земли и компенсация
120 000 акров (490 км) земли были возвращены повстанцам через несколько месяцев после британской победы. В 1926 году правительственная комиссия согласилась платить 3000 фунтов стерлингов в год. Те Пуэа, главная сила в руководстве таинуя, указали правительству, что племя готово принять деньги в качестве компенсации за конфискованную землю. В апреле 1946 года был произведен бессрочный дополнительный платеж в размере 5000 фунтов стерлингов (позже 15 000 долларов США) в год — это считалось полной и окончательной выплатой короны, но, хотя королевская семья Кингитанги была принята, некоторые члены остались недовольны, поскольку хотели получить землю. Это была сделка, заключенная непосредственно между руководством Таинуи и премьер-министром Фрейзером после хуи в Турангаваэвае. Сделку принял Рур Эдвардс, выступавший от имени Te Пуэа. Таинуи активно искали решение своей непрекращающейся жалобы на конфискацию в 1863 году земель, прав на воду и гавань. Члены племени были раздражены тем, что руководство, похоже, растрачивало большой годовой доход на дорогостоящую хижину. Большая часть средств была потрачена на административные расходы, гранты марэ на такие функции, как танги и развлечение посетителей. В 1995 году в рамках Соглашения о поселении Уаитанги племя получило вторую партию компенсации в размере 195 миллионов долларов, состоящую из наличных денег и земельных участков в Гамильтоне и его окрестностях, таких как бывшая военно-воздушная база в Те-Рапа, которая теперь называется базой. Компенсация составляет немногим более 1 процента от стоимости земель, взятых в результате вторжения 1863 года.

## Бизнес Таинуи
Сначала многие из сделанных инвестиций были плохими, например, сделка по рыболовству, покупка команды лиги регби Auckland Warriors и отеля в Сингапуре, но все они провалились. Строительство торгового комплекса The Base стало победой для племени, поскольку привлекло множество розничных клиентов из центрального делового района Гамильтона. Бизнес Таинуи поддерживает Kīngitanga финансово, а также способствует получению высшего образования для членов племени с помощью грантов. Таинуи имеет очень тесные связи с университетом Уаикато, и каждый год университет закрывается во время крупных праздников Таинуи. С 2002 по 2008 год Таинуи также было названием электората маори в парламенте. Его сменил электорат Хаураки-Уаикато.
В 2009 году было объявлено, что Tainui Group Holdings будет развивать сельскохозяйственные угодья, прилегающие к исследовательской станции Руакура и университетом Уаикато, и планирует создать внутренний центр для перераспределения и переупаковки контейнерных продуктов, дополняющих порты Окленда и Тауранга. Руакура будет сосредоточена вокруг существующей и планируемой инфраструктуры, включая магистральную железнодорожную линию Восточного побережья и предлагаемую скоростную автомагистраль Вайкато. Руакура призвана поддерживать больше грузовых перевозок по железной дороге по сравнению с автомобильным транспортом, тем самым сокращая выбросы CO2 и заторы вокруг портов Окленда и Тауранга. Tainui сказал, что это может обеспечить до 12 000 рабочих мест и рассчитан на 30-50 лет . Проект будет включать территорию логистики 195 га, зону легкой промышленности 262 га, зону инноваций 108 га, 3 торговые площади, 1800 домов смешанной плотности и более 60 га общественных открытых пространств для пешеходных и велосипедных дорожек, экологических и ливневых водостоков.
Проект был одобрен независимой комиссией по расследованию, что позволит начать разработку в 2015 году, что обеспечит столь необходимые рабочие места и удобства в восточной части Гамильтона.
В 2008 году компания Tainui начала работу по строительству роскошного курорта на озере Таупо стоимостью 10 миллионов долларов. Бизнес рухнул с началом рецессии, и зарегистрированные оценщики Jones, Lang, Lasalle оценили активы примерно в 3 миллиона долларов. Провал этого предприятия под руководством генерального директора Mike Pohio Tainui Holdings поставил под сомнение способность iwi развивать внутренний порт стоимостью 3 миллиарда долларов. Некоторые подробности катастрофы в Таупо были обнародованы. В сентябре 2014 года газета Waikato Times сообщила о внутренних трениях в племени между теми, кто считает развитие порта рискованным, и теми, кто предпочитает модель повышенного риска. После провала предприятия Таупо племя опасается рисковать своими активами в таком огромном предприятии. В ноябре 2014 года была принята новая структура управления, основанная на мараэ, призванная обуздать рискованное развитие.